# Estadi Nuevo Los Cármenes
L'Estadi Nuevo Los Cármenes, també anomenat Estadi Municipal Los Cármenes, és un camp de futbol de la ciutat andalusa de Granada, situat al barri Zaidín-Vergeles. Propietat de l'Ajuntament de Granada, és on hi disputa els seus partits com a local el Granada Club de Futbol. Pren el nom de l'antic camp del Granada CF, l'Estadi Los Cármenes. A Granada se la coneix com la ciutat dels vil perquè fonamentalment en el tradicional barri de l'Albayzín proliferen uns característics habitatges envoltats d'amplis jardins, que es denominen cármenes. L'antic Los Cármenes estava situat a l'avinguda de Madrid, enfront del començament de l'avinguda Doctor Olóriz, i va ser venut a la fi del segle xx pel club per sanejar els seus comptes, sent reemplaçat per una urbanització residencial. El Granada actualment es troba a primera divisió (2011). En algunes ocasions els concerts en què s'espera més expectació, se celebren en el Nou Los Cármenes.

## Història
Es va inaugurar el 16 de maig de 1995, celebrant-se el primer partit oficial el 6 de juny de 1995. Fins llavors, el Granada Club de Futbol disputava els seus partits a l'antic Los Cármenes. El partit inaugural, de caràcter amistós, va enfrontar al Reial Madrid contra el Bayer Leverkusen, i va acabar amb la victòria per 1:0 del Reial Madrid. El primer gol oficial marcat a l'estadi va ser obra de Óscar González en un Espanya - Armènia en categoria sub-21, que va acabar amb la victòria espanyola per 4 a 0. Els altres tres gols d'Espanya els van marcar Roberto, Morales i Raúl.
La nit del 25 de març de 2011, incloent-se en un conjunt d'activitats per commemorar el mil·lenni del Regne de Granada, la selecció espanyola absoluta, va jugar el partit de la 4 jornada de classificació per l'Eurocopa 2012 de Polònia i Ucraïna, amb el resultat de 2-1 a favor dels locals. En aquest partit, entre d'altres records, Xavi Hernández va jugar el seu partit 100 amb la selecció, sent el 4 jugador que aconsegueix aquest honor, i David Villa amb els seus dos gols va superar Raúl com a màxim golejador de la selecció Espanyola de Futbol.

## Esdeveniments esportius
El febrer de 1996, va ser l'escenari que va acollir la cerimònia inaugural dels XXXIII Campionats del Món d'Esquí Alpí, que es van celebrar a l'Estació d'Esquí de Sierra Nevada.
La Selecció de futbol d'Espanya va escollir en 4 ocasions aquest estadi per disputar partits internacionals, contra Xipre (6-0), Rússia (1 - 0), Bulgària (1-0) i la República Txeca (2-1). Encara cal assenyalar que l'equip nacional va jugar en Granada en altres tres ocasions més, a l'antic Estadi de Los Cármenes. El primer partit va ser també contra Xipre (7-0), el segon es va jugar contra Mèxic amb el resultat de 2-0 favorable als locals. Finalment, el 25 de març de 1981, amb motiu de les noces d'or del Granada C. F., Espanya va disputar davant Anglaterra un amistós que es va resoldre a favor de Selecció de futbol Espanya "B" per 3-2. Com a fet significatiu cal recordar que el primer partit de la Selecció de futbol Espanya "B" va ser davant de la Marroc amb victòria d'Espanya per 4-3 en el vell Estadi dLos Cármenes (1960). El 2011 es va jugar aquí l'últim partit d'Espanya, l'al·ludit contra la República Txeca en què el resultat va ser favorable per a Espanya (2-1), després d'una gran remuntada.
La Selecció de futbol d'Andalusia també ha disputat un partit amistós a Nuevo Los Cármenes, concretament el 28 de desembre de 1999 contra la selecció de futbol d'Estònia amb resultat favorable als andalusos d'1 a 0.
A més, cada estiu se celebra el Trofeu Los Cármenes, que aquest any ha complert la seva XXXV edició.
Curiosament, l'any 1997 la selecció nacional d'Albània va triar aquest estadi per disputar els seus partits com a "local" davant Ucraïna i Alemanya, pel clima de guerra civil regnant en el seu propi territori.